# NGC 5481
NGC 5481 este o galaxie eliptică situată în constelația Boarul. A fost descoperită în 15 mai 1787 de către William Herschel. Se află la o distanță de 25,8 de megaparseci de Pământ.